# Rob Roy Waterfalls
Die Rob Roy Waterfalls (auch Rob Roy Falls) sind Wasserfälle im Mount-Aspiring-Nationalpark auf der Südinsel Neuseelands. Sie speisen sich aus dem Schmelzwasser des Rob-Roy-Gletschers und münden über den Rob Roy Stream in den Matukituki River, der zum Flusssystem des Clutha River/Mata-Au gehört. Die Fallhöhe beträgt bis zu 261 Meter.
Von Wanaka sind es 51,5 km über die zum großen Teil unbefestigte Wanaka-Mount Aspiring Road bis zum Raspberry Creek Car Park Besucherparkplatz. Von dort führt der Rob Roy Track zunächst über eine Hängebrücke über den Matukituki River hinweg in einer rund zweistündigen Talwanderung entlang des Rob Roy Stream zum Wasserfall.